# Marcus Livius Menander
Marcus Livius Menander war ein antiker römischer Goldschmied, der während der frühen römischen Kaiserzeit in  Rom tätig war.
Marcus Livius Menander ist nur noch aufgrund seiner Grabinschrift bekannt. Die Inschrift benennt ihn als Freigelassenen der Kaiserin Livia Drusilla sowie als aurifex, also Goldschmied; mehr ist über seine Arbeit und Fertigkeiten nicht bekannt. 
Livius Menander ist damit einer von bis zu fünf Goldschmieden, die dem Haushalt der Livia zugeordnet werden können. Neben Livius Menander sind das sicher die Freigelassenen Marcus Iulius Agathopus und Zeuxis. Unsicherer ist der gesellschaftliche Status von Hedys und Epythycanus, da deren Grabinschriften aber ebenfalls im Columbarium der Livia gefunden wurden, kann davon ausgegangen werden, dass alle fünf zunächst Sklaven, dann Freigelassene waren. Da Livia noch nicht den Zusatz Diviae führte, ist davon auszugehen, dass Livius Menander noch zu Lebzeiten des Augustus freigelassen wurde. Als Freigelassener der Livia nahm er der Tradition gemäß den Gentilnamen Livius sowie den Vornamen des Vaters der Livia, Marcus, an. Das Cognomen Menander dürfte sein Sklavenname gewesen sein, der auf eine griechische Herkunft schließen lässt.
Die aufgelöste Inschrift lautet: